# Marguerite Cornélie van Eeghen
Marguerite Cornélie Sickinghe-Van Eeghen (Amsterdam, 12 november 1928 – Blaricum, 8 januari 2016) was filantrope en bestuurslid van organisaties op het gebied van zorg, welzijn, cultuur en politiek. Zij was een telg uit het Nederlandse patriciërsgeslacht Van Eeghen.

## Biografie
Sickinghe-van Eeghen was een dochter van Henri Louis van Eeghen (1887-1976) en van Catharina Margaretha Boreel (1891-1981), lid van de familie Boreel. Zij was het vijfde kind in het gezin met vier oudere broers en een jonger zusje. Marguerite was de jongere zus van de zakenman en diplomaat Ernst van Eeghen (1920-2007). Sickinghe-van Eeghen stamde in vrouwelijke lijn af van bekende Amsterdamse regentengeslachten zoals Dedel, Trip, Munter en Van Loon. Ook de bekende staatsman (en eerste president van Nederland), mr. Rutger Jan Schimmelpenninck, was een voorvader van haar. 
Haar vader was firmant in Van Eeghen & Co, president-commissaris van de Stoomvaart-Maatschappij Nederland en lid van de Bankraad. Haar moeder was actief in liefdadigheidsinstellingen waaronder het Damescomité van het Nederlands Kanker Instituut (nu Stichting Patiëntenzorg Antoni van Leeuwenhoek). 
Sickinghe-van Eeghen groeide de eerste jaren op in een groot herenhuis op de hoek van het Museumplein te Amsterdam. Enkele jaren later verhuisde zij met het gezin naar het familielandgoed Noordhout te Driebergen. In 1950 behaalde zij haar diploma maatschappelijk werk bij het Centraal Instituut voor Christelijke Sociale Arbeid (CICSA). In die tijd ging zij samen met Majoor Alida Bosshardt (1913-2007) van het Leger des Heils op pad om de ‘noodlijdende medemens’ te leren kennen.
Op 6 september 1952 trouwde zij te Driebergen met de jurist jhr. mr. Feyo Onno Joost Sickinghe (1926-2006); telg uit het oud adellijke geslacht Sickinghe en voorzitter van de Raad van Bestuur van Stork. Samen kregen zij vier kinderen. Twee dochters en twee zoons. Hieronder:
- jkvr. Wilhelmine Jeanne Mathilde Elisabeth Sickinghe (1956), echtgenote van Henri Giscard d’Estaing (1956); CEO van Club Med en zoon van de 20e president van de Franse Republiek Valéry Giscard d'Estaing (1926-2020)
- jhr. Duco Willem Sickinghe (1958); Nederlands topbestuurder, CEO van Telenet en ondernemer

De eerste drie kinderen (twee dochters en een zoon) werden geboren te Driebergen. In 1966 werd te Hengelo nog een zoon geboren.
Sickinghe-van Eeghen werd Voor haar bijzondere verdiensten in 1991 benoemd tot Ridder in de Orde van Oranje-Nassau.
In 1996 brandde ’t Haspel, waar zij met haar gezin woonde, na een blikseminslag volledig af. Het landhuis werd herbouwd, maar een groot deel van de persoonlijke en historische familiebezittingen was verloren gegaan. Sickinghe-van Eeghen bleef er wonen, ook nadat haar echtgenoot in 2006 was overleden. Tot op hoge leeftijd gaf ze bij haar thuis bijlessen aan kinderen met leerproblemen en onderhield ze intensief contacten met mensen om wie ze zich bekommerde. 
Sickinghe-van Eeghen overleed in 2016 op 87-jarige leeftijd te Blaricum.

## Maatschappelijke carrière
Het moederschap en haar rol als echtgenote van een van ’s lands vooraanstaande captains of industry en topbestuurders, belette Sickinghe-van Eeghen niet om zelf altijd buitenshuis in de weer te zijn met zorg voor anderen, bestuurswerk bij tal van maatschappelijke organisaties en liefdadigheidsverenigingen. Ze excelleerde vooral in de fondsenwerving: ze benaderde particulieren, bedrijven, zakenrelaties van haar echtgenoot, maar ook nationale beroemdheden als prinses Irene en cabaretier Paul van Vliet. ‘Naast Sickinghe zitten kost geld’ zo kopte een krantenartikel. Niemand kon ‘nee’ zeggen als Sickinghe-van Eeghen om een bijdrage vroeg voor een van ‘haar’ goede doelen. ‘Bij een diner wil niemand naast mij zitten omdat ze weten dat ze dat geld kost,’ zei ze een keer grappend tegen een journalist. Dankzij haar inspanningen kwam in 1985 de Stichting Kinderoncologische Vakantiekampen (SKOV) van de grond en werd in 1990 de Stichting Crigler Najjar, patiëntenvereniging voor kinderen met een zeldzame, erfelijke leveraandoening opgericht. Ook bracht ze het budget bijeen voor de bouw van een logiesverblijf voor poliklinische kankerpatiënten en hun begeleiders bij het Antoni van Leeuwenhoekziekenhuis.
Sickinghe-van Eeghen was bestuurslid en voorzitter van een groot aantal maatschappelijke organisaties, zorginstellingen en kerkelijke raden. 
Zo was zij voorzitter van de Stichting Patiëntenzorg ALV (1987-97), van het College van Notabelen Hervormde Gemeente Naarden (1983-96), van de Raad van Toezicht van het streekziekenhuis Gooi-Noord in Blaricum (1990-97) en van het Muziekfestival Naarden (1994-99). Daarnaast was zij CHU- en later CDA-raadslid van de gemeente Naarden (1978-84). Van 1990 tot 1999 was zij lid van de Adviescommissie voor Vreemdelingenzaken van de staatssecretaris van Justitie. Tussen 1965 en 1969 was zij ouderling van de Hervormde Gemeente Hengelo en van 1969 tot 1982 ouderling van de Hervormde Gemeente Naarden. 
Vanwege haar overvolle agenda zette ze bij slepende vergaderingen soms resoluut haar handtas op tafel, om aan te geven dat de bijeenkomst afgelopen was. Sommigen vergeleken haar wel met Margaret Thatcher: kordaat, doortastend, helder in wat zij wilde, overzicht houdend met oog voor het individu. Net als Thatcher had zij altijd een handtas bij zich, die als symbool van non-verbale onverzettelijkheid ingezet kon worden en zoals iemand eens zei: “Met een elegante zwaai werd de handtas stevig op tafel gezet. We konden naar huis.”
Naast de filantropische bezigheden bleef Sickinghe-van Eeghen als aandeelhoudster altijd nauw betrokken bij de firma Van Eeghen & CO, het familiebedrijf dat tegenwoordig in de voedingssector actief is.

## Voorzitterschappen en bestuursfuncties
In haar leven vervulde zij meerdere bestuursfuncties waaronder:

### Als voorzitter
- Voorzitter lustrumcomissie CJVF
- Voorzitter Stichting patiëntenzorg Nederlands Kanker Instituut
- Voorzitter College van Notabelen Hervormde Gemeente Naarden
- Voorzitter Bouwcommissie ter voorbereiding en realisatie van de bouw van het nieuwe ziekenhuis dat in de plaats komt van de drie ziekenhuizen in respectievelijk Bussum, Laren en Naarden.
- Voorzitter Stichting Kinderoncologische Kampen
- Voorzitter Stichting Gasthuis Nederlands Kanker Instituut, Amsterdam
- Voorzitter Stichting het Najjar Fonds
- Voorzitter Stichting Muziekfestival Naarden
- Vice-voorzitter Raad van Kerken Naarden-Bussum

### Als bestuurslid
- Bestuurslid Verpleegtehuis Dr. P.C. Borststichting, Hengelo
- Bestuurslid Jonge Vrouwen Gilde; in 1909 opgericht door Louise van Eeghen (1884-1979)
- Bestuurslid en penningmeester Christen Jonge Vrouwen Federatie
- Bestuurslid Stichting patiëntenzorg Nederlands Kanker Instituut
- Bestuurslid; president van het curatorium Scholengemeenschap Willem de Zwijger College te Bussum
- Bestuurslid namens de Hervormde Stichting voor Algemeen Werk bij de Federatie Maatschappelijke Dienstverlening in het Gooi en de Noordelijke Vechtstreek
- Bestuurslid Raad van Toezicht Ziekenhuis Gooi-Noord
- Bestuurslid Stuurgroep Medisch Kleuter Dagverblijf Gooi en Vechtstreek

- Biografisch Portaal: 42414348